# オペル・オメガ
オメガ（Omega ）は、オペルが製造・販売していたEセグメントの乗用車である。セダンとステーションワゴンを用意し、後輪駆動を採用していた。前身はレコルトである。
当時のオペルのフラグシップであったセネターの次に位置づけられていた。BMW・5シリーズ、メルセデス・ベンツ・ミディアムクラス、アウディ・100などと競合していたものの、オペルは2002年にオメガの生産を中止し、以来Eセグメントから撤退している。
イギリスではボクスホールブランドで、ブラジルではシボレーブランドで販売されていた。また、オーストラリアのホールデン・コモドアは、オメガのプラットフォームを使用した兄弟車である。

## オメガA（1987年 - 1994年）

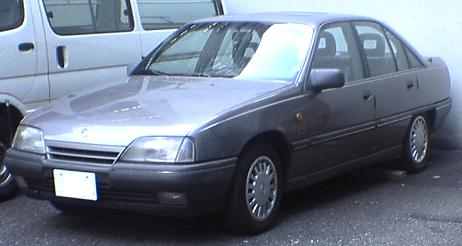
オメガCD（前期型）

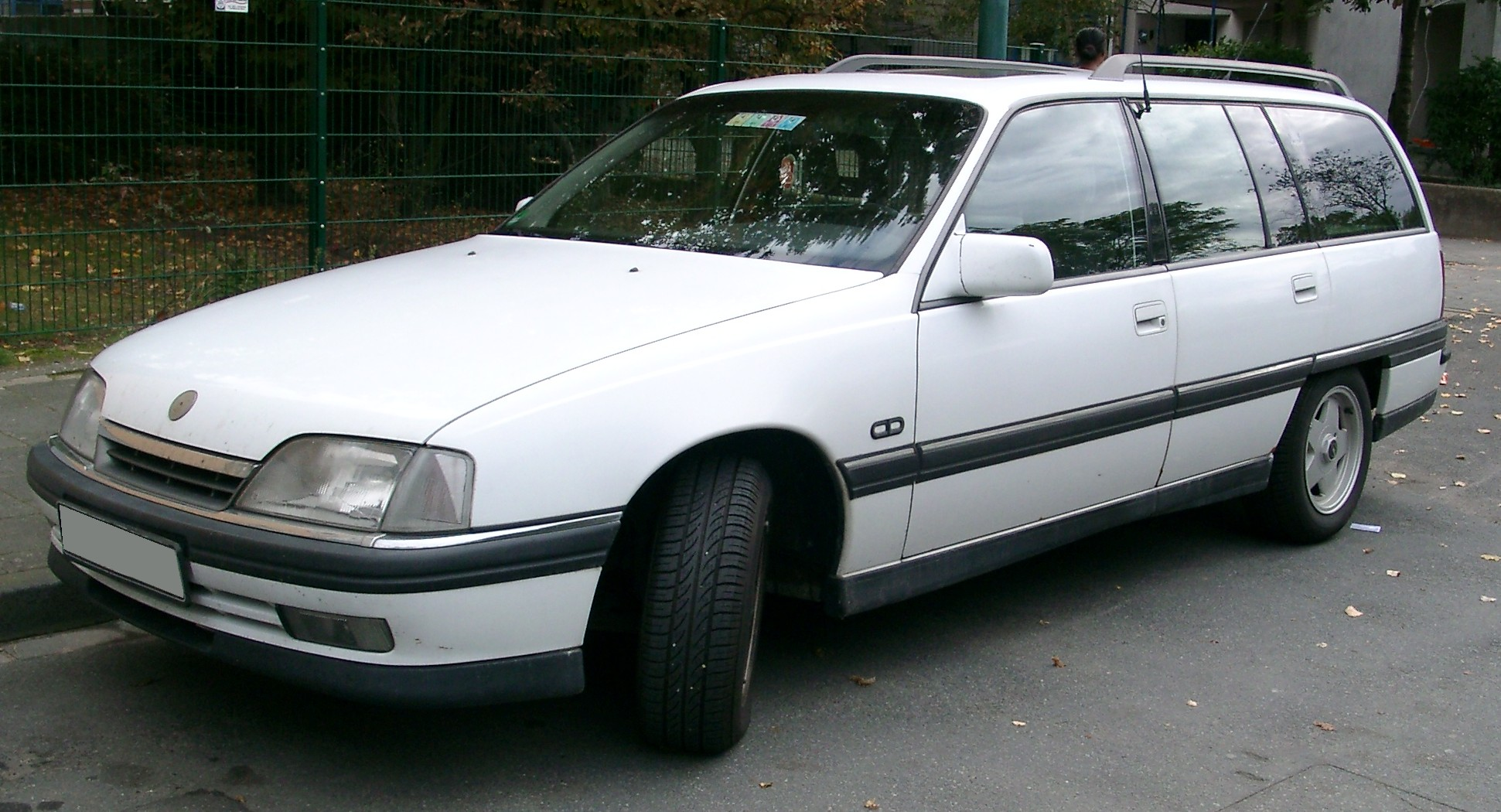
オメガキャラバン（後期型）

初代モデルであるオメガAは、1987年に登場した。前年にデビューした2世代目のセネターをベースとしていた。空力特性に優れており、標準モデルでは空気抵抗係数（Cd値）0.28を達成。1987年の欧州カー・オブ・ザ・イヤーに輝いた。
イギリスではボクスホール・カールトンとして販売された。また、1992年からはブラジルでシボレー・オメガとして生産・販売が開始された。
日本では1988年にオペルの総代理店であった東邦モーターズが輸入を開始したが、翌1989年からはいすゞ自動車も独自に販売を始め、1993年よりヤナセネットワークへ移行した。日本仕様としては、カーエアコンの能力不足や格納しないドアミラー、またエアロボディ故にエンジン熱がこもりやすく、特に日本の夏においてはオーバーヒート傾向にあったことが欠点とされた。
全長4,690mm、全幅1,770mm、全高1,450mm。
日本に正規輸入されたモデルは以下の通りである。
- オメガCD
直列4気筒SOHCエンジン 1,998cc 115馬力 4速AT（東邦モーターズ仕様）
直列4気筒SOHCエンジン 2,409cc 125馬力（いすゞ仕様）
直列6気筒SOHCエンジン 2,593cc 150馬力（ヤナセ仕様）
グレード名は全て同じであるが、エンジンは各インポーターともに別の物を採用していた。
1991年からマイナーチェンジ後のモデルに切り替わり、カラードバンパー、電動格納式ドアミラー、スモーク系のテールレンズなどが新たに装備された。

- オメガCDキャラバン
直列4気筒SOHCエンジン 1,998cc 115馬力
ワゴンボディを備えたモデル。2Lエンジンとの組み合わせは東邦モーターズのみの取り扱いであった。

- オメガ3000
直列6気筒SOHCエンジン 2,968cc 175馬力
いすゞディーラーのみで販売されていた。セネターCDと共通の直列6気筒エンジンを搭載。
エアロパーツを身に纏い、1989年当時オペルのイメージリーダー的存在であった。
室内もスポーティに仕上げられ、本革/ファブリックのスポーツシートはレカロ製であった。
このクラスの輸入車では珍しく、5段MTが選択できた。
1991年にマイナーチェンジ。電動格納式ドアミラーやスモーク色のテールレンズを採用した。

- オメガ3000 24V
直列6気筒DOHCエンジン 2,968cc 200馬力
こちらはヤナセで取り扱っていたモデル。
3,000ccのDOHCエンジンはDINで200馬力を発生する。

- オメガ ワゴン24V
直列6気筒DOHCエンジン、2,968cc 200馬力
こちらもヤナセのみで取り扱っていたモデル。
オメガ3000 24Vのエンジンをワゴンボディに搭載するが、外装及び内装は豪華装備志向のCDモデルに準ずる。

### スペシャルモデル

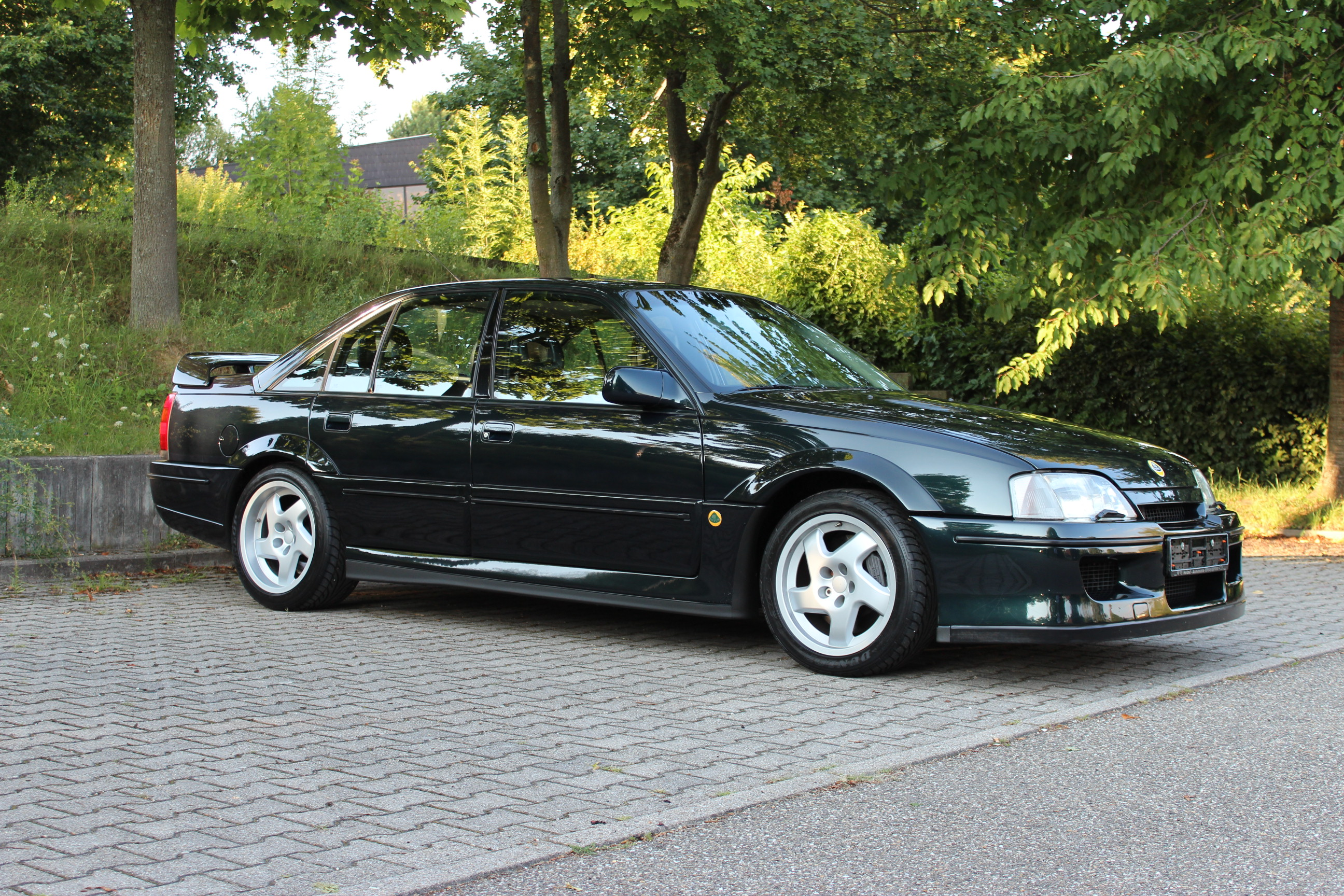
ロータス・オメガ

イルムシャーバージョンやロータス・オメガなどのスペシャルモデルも存在する。イルムシャーバージョンはいすゞディーラーでも販売されていた。ロータス・オメガはロータスが開発した3.6Lの直列6気筒DOHCツインターボエンジン（377馬力）をオメガ3000のボディに積み込み、アルピナ・B10ビターボやAMG メルセデス・300E 6.0 ハマーヴァージョンなどと並び1990年代を代表するスーパースポーツセダンの1台として名を馳せた。

## オメガB（1994年 - 2002年）

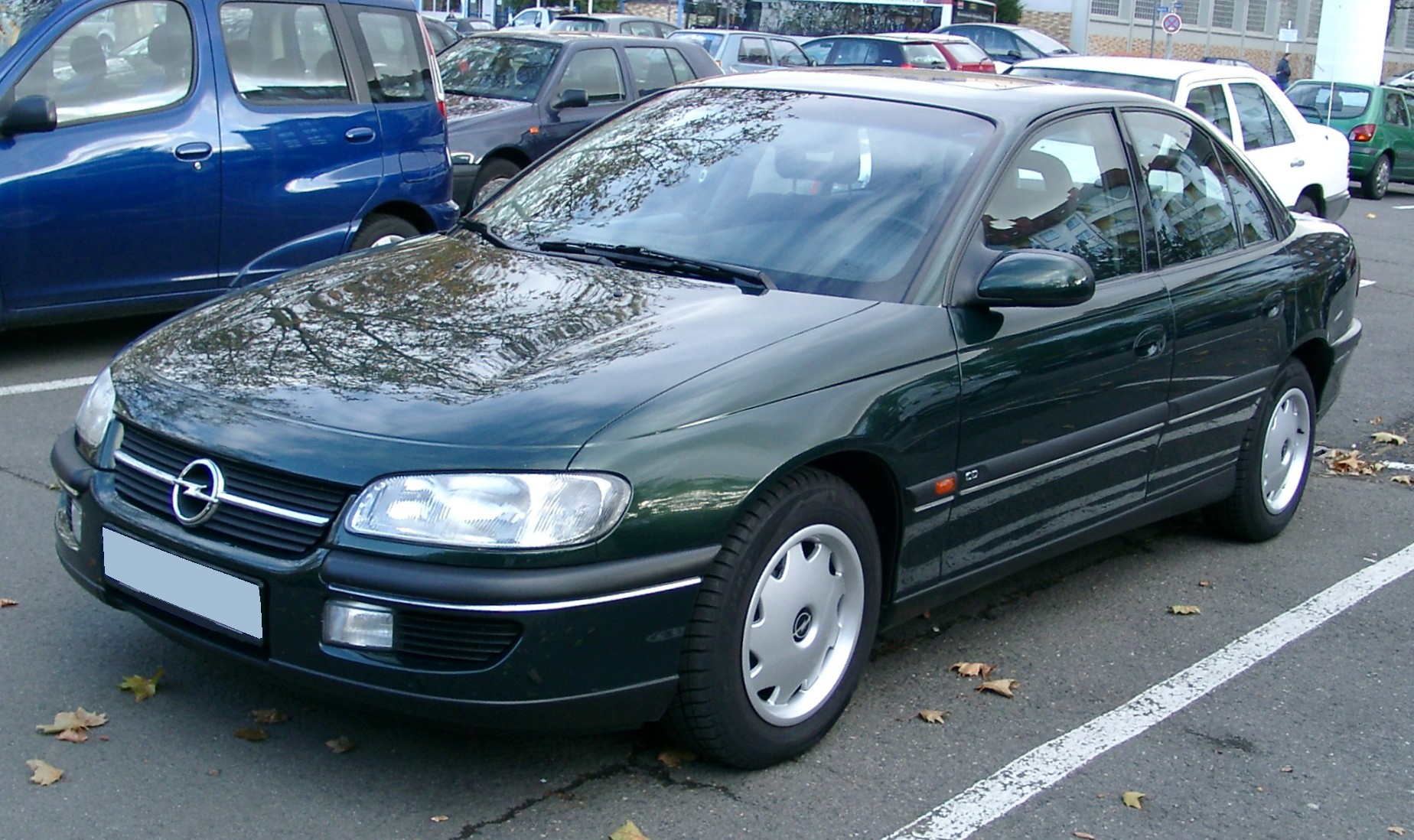
オメガB（前期型）

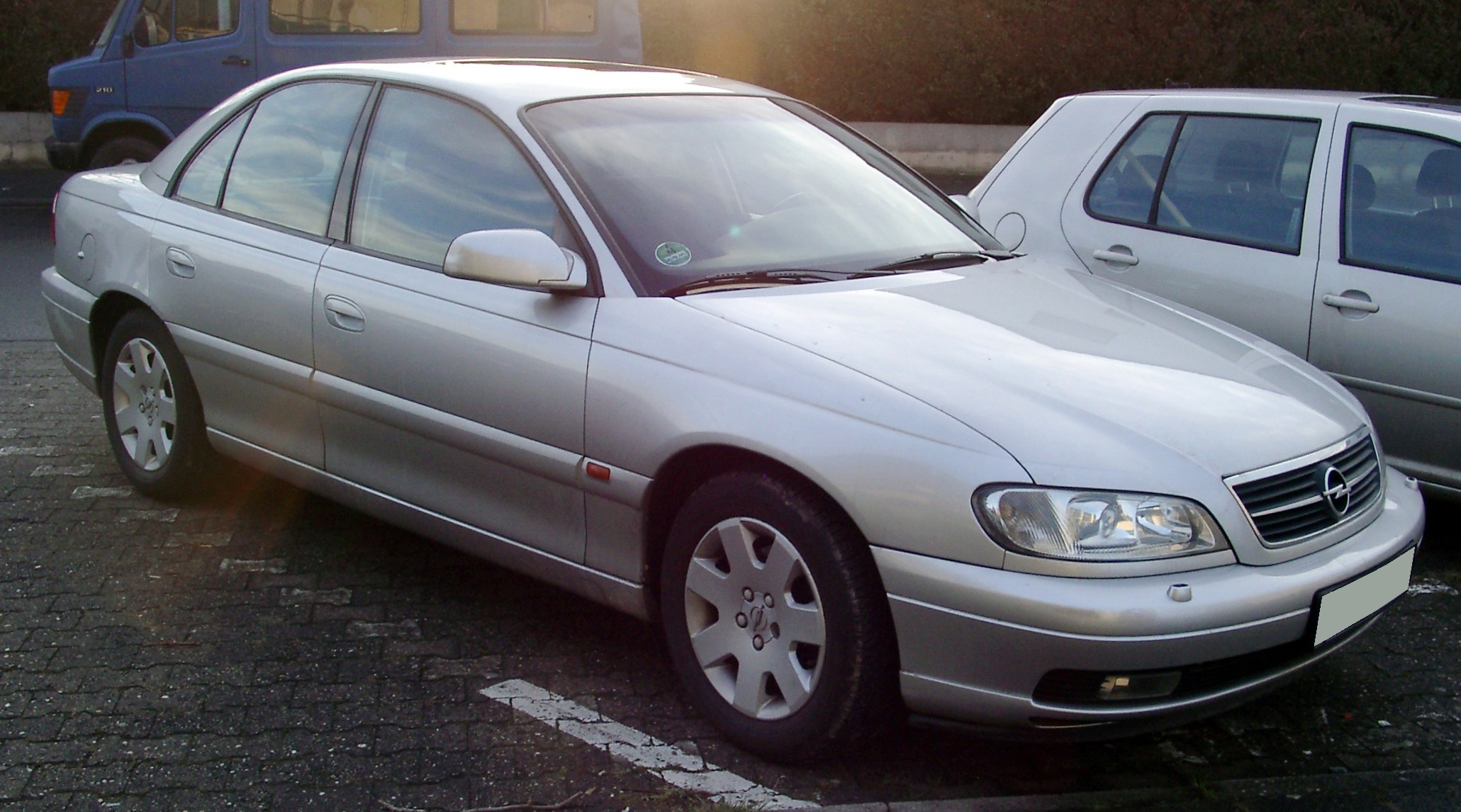
オメガB（後期型）

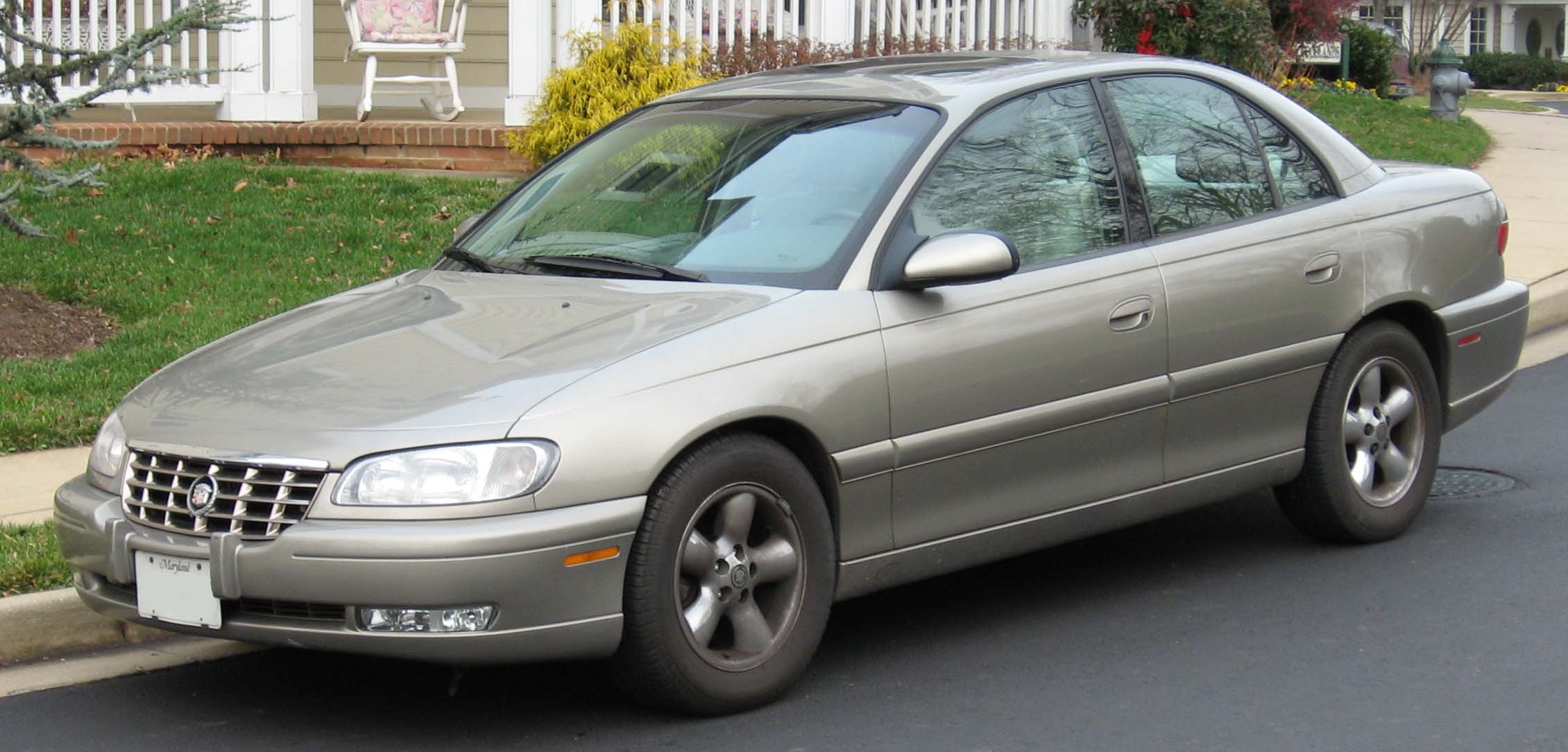
キャデラック・カテラ

2代目モデルであるオメガBは1993年（日本での販売は1994年）に登場。より大胆なエアロルックを採用した。セネターとの統合を兼ねてボディは大型化し、ボディ形状はセダン及びステーションワゴンがラインナップされた。また、長らく続いた直列6気筒エンジンは新開発のV型6気筒エンジンに置き換えられた。
イギリスではカールトンの名称が廃止され、オペル同様の「ボクスホール・オメガ」となった。
1996年、1997年、1998年と年ごとに改良され、1999年（日本仕様は2000年から）マイナーチェンジを決行。各部の意匠変更を行いオペルのフラッグシップとして相応しい貫禄を見せ、少々アグレッシブすぎたデザインは、保守層にも受け入れやすい物へ変わった。内装も曲線を多用したインストゥルメントパネルから直線基調のデザインのものに改められた。日本においてマイナーチェンジ後は俗に2000Bと称される。本国ではBMW製6気筒ディーゼルエンジンも設定されていた。また、シボレー・コルベットと同じV型8気筒5.7リッターエンジン搭載モデルも限定で発売されたこともあった。
アメリカでは当時、GMのキャデラック部門がBMWやメルセデス、それに新規参入したレクサスに対抗するためカテラという名称でセダンを販売したが、売れ行きは芳しくなかった。カテラは2001年モデルで販売を中止し、翌年には同じ後輪駆動車ではあるが、シグマ・アーキテクチャと呼ばれる新設計のプラットフォームを採用したキャデラック・CTSとなった。なおCTSとは「カテラ・ツーリング・セダン」の略である。
日本に正規輸入されたモデルは以下の通りである。なお、全てのグレードでセダン・ワゴンのボディ形状が選択できた。
- オメガGL
直列4気筒DOHCエンジン 1,998cc 136馬力
モデルライフ途中で投入され、マイナーチェンジによりカタログ落ちした希少なモデル。

- オメガCD
V型6気筒DOHCエンジン 2,497cc 170馬力
オメガBで中核をなすモデル。最量販グレードであった。

- オメガSPORT
V型6気筒DOHCエンジン 2,596cc 180馬力
モデル末期に登場。CDをベースに排気量を拡大し、エンジンマネージメントを変更。同時に足回りやブレーキ等も強化し、走行性能を充実させたスポーツ指向のグレードであった。

- オメガMV6
V型6気筒DOHCエンジン 2,962cc 210馬力
オメガの最上位モデル。セネターが廃止されたため、事実上オペルのフラグシップとなる。